# Holandia na Letnich Igrzyskach Olimpijskich 1988
Holandię na Letnich Igrzyskach Olimpijskich 1988 w Seulu reprezentowało 147 sportowców (93 mężczyzn i 54 kobiety), którzy startowali w 17 dyscyplinach. Był to 19 start na letnich igrzyskach olimpijskich reprezentacji Holandii.

## Zdobyte medale
| Medal  | Zawodnik | Dyscyplina        | Konkurencja                | Rezultat | Data           |
| ------ | --- | ----------------- | -------------------------- | -------- | -------------- |
| Złoto  | Ronald Florijn Nico Rienks | Wioślarstwo       | M2x (dwójka podwójna)      | 6:21.13  | 24 września    |
| Złoto  | Monique Knol | Kolarstwo szosowe | Wyścig ze startu wspólnego | 2:00:52  | 26 września    |
| Srebro | Marianne Muis Mildred Muis Conny van Bentum Diana van der Plaats | Pływanie          | 4 x 100 m stylem dowolnym  | 3:43.39  | 26 września    |
| Srebro | Leo Peelen | Kolarstwo torowe  | Wyścig punktowy            | 26       | 24 września    |
| Brąz   | Ben Spijkers | Judo              | Waga średnia               |          | 29 września    |
| Brąz   | Arnold Vanderlijde | Boks              | Waga ciężka                |          | 29 września    |
| Brąz   | Annemarie Cox Annemiek Derckx | Kajakarstwo       | K2 500 m                   | 1:46.00  | 30 września    |
| Brąz   | Det de Beus, Yvonne Buter, Willemien Aardenburg, Laurien Willemse, Marjolein Bolhuis-Eijsvogel, Lisanne Lejeune, Carina Benninga, Annemieke Fokke, Ingrid Wolff, Marieke van Doorn, Sophie von Weiler, Aletta van Manen, Noor Holsboer, Helen van der Ben, Martine Ohr, Anneloes Nieuwenhuizen | Hokej na trawie   | turniej kobiet             |          | 30 września    |
| Brąz   | Frank Leistra, Marc Benninga, Cees Jan Diepeveen, Maurits Crucq, René Klaassen, Hendrik Jan Kooijman, Marc Delissen, Jacques Brinkman, Gert Jan Schlatmann, Tim Steens, Floris Jan Bovelander, Patrick Faber, Ronald Jansen, Hidde Kruize, Erik Parlevliet, Taco van den Honert                | Hokej na trawie   | turniej mężczyzn           |          | 1 października |